# Ragel
Cet article traite du logiciel. Pour le photographe espagnol, voir Diego González Ragel.
Ragel est un compilateur d'automates finis générant ses sorties en code source dans les langages suivants : C, C++, Objective-C, Java, Go et Ruby. Il supporte la génération de machines à états basées sur des tableaux ou sur des structures de contrôle. Ragel permet également de visualiser les machines générées sous forme de graphe par l'utilisation de Graphviz.